# Родийтрииттрий
Родийтрииттрий — бинарное неорганическое соединение
иттрия и родия
с формулой RhY3,
кристаллы.

## Получение
- Спекание стехиометрических количеств чистых веществ:

{\displaystyle {\mathsf {3\;Y+Rh\ {\xrightarrow {1200^{o}C}}\ RhY_{3}}}}

## Физические свойства
Родийтрииттрий образует кристаллы
гексагональной сингонии,
пространственная группа P nma,
параметры ячейки a = 0,7138 нм, b = 0,9438 нм, c = 0,6319 нм, Z = 4,
структура типа карбида трижелеза Fe3C
.
Соединение образуется по перитектической реакции при температуре ≈1200°С.